# تيم لويس
تيم لويس (بالإنجليزية: Tim Lewis)‏ هو لاعب كرة قدم أمريكية أمريكي، ولد في 18 ديسمبر 1961 في كويكرتاون في الولايات المتحدة.

## وصلات خارجية
- تيم لويس على موقع مرجع كرة القدم المحترفة.كوم (الإنجليزية)